# 30DX 호위함
30DX 호위함은 일본이 계획중인 5500톤급 차세대 호위함이다.

## 역사
2015년 일본 해상자위대는 신형 레이다를 장학한 다목적 구축함 건조를 위한 예산을 배정했다.
2015년 미쓰비시 중공업은 자체 예산으로 설계한 30FF 호위함의 개념 설계 모델을 공개했다.
2017년 8월, 30DX 호위함이 건조되어 기존의 2500톤급 아부쿠마급 호위구축함을 대체할 것이라고 한다.
2018년부터 건조가 시작되어, 1년에 2척씩 22척이 진수될 것이다. 척당 5천억원이며, 1번함은 2022년 3월에 취역하여, 2032년까지 22척 체제를 만들 것이다.
한국도 척당 1조2천억원인 한국형 차기 구축함(KDDX) 6척을 건조할 계획이다.

## CEC

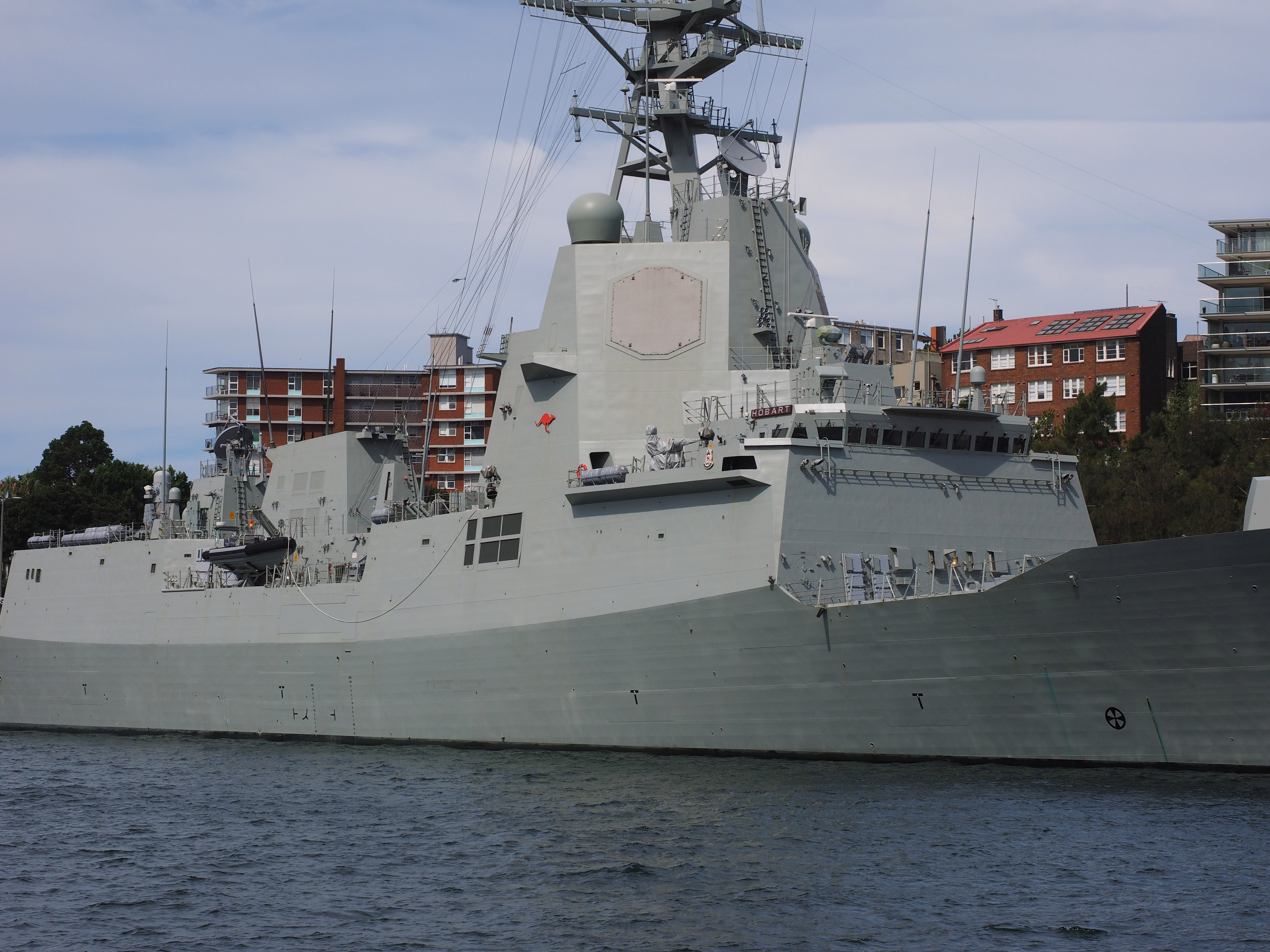
호주 해군의 7000톤급 호바트급 구축함

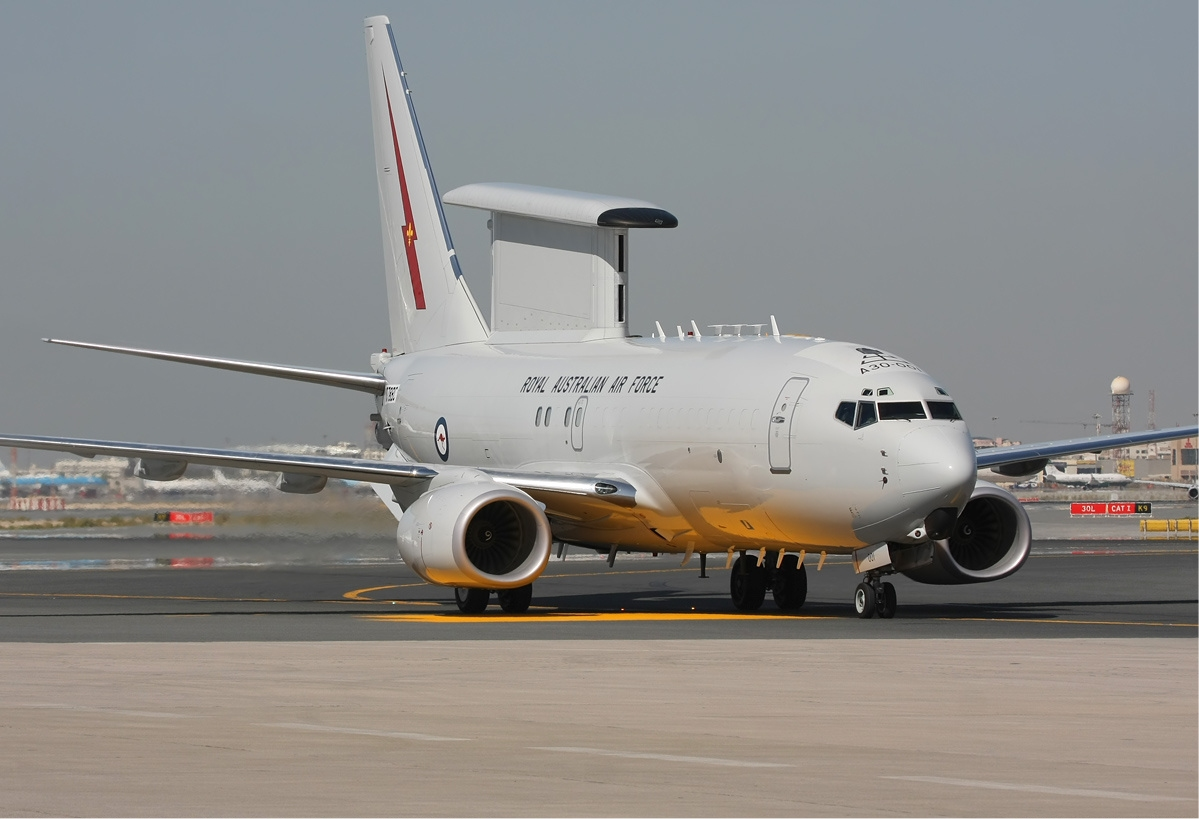
호주 공군의 E-7A 웨지테일 조기경보기

일본이 복수의 호위함 사이에 적의 위치정보 등을 실시간으로 공유하는 '공동교전능력'(CEC, en:Cooperative Engagement Capability) 시스템을 독자 개발할 것이다.
2022년도까지 개발해 호위함에 탑재하여 시범 운용할 계획이다. 현재도 레이저 정보공유가 되고는 있지만, 데이터 전송 속도가 느려서 시차가 발생하기 때문에, 다른 호위함을 공격하는 적의 대한 미사일을 다른 호위함이 요격할 수는 없다.
일본은 최신형 이지스함 2척에는 미국형 CEC 시스템을 탑재할 계획이다.
2019~2020년도에 건조를 끝내는 해상자위대 신형 이지스 미사일 구축함 2척에 자위대에선 처음으로 CEC를 장착할 예정이다. 항공자위대는 2019년도부터 본격 운용하는 E-2D 조기경보기 4기에 차례로 CEC를 추가 탑재한다. CEC를 실으면 E-2D가 탐지한 미사일 등 표적에 대해 원거리에 있는 아군 이지스함이 즉각 요격할 수 있다.
2019년도 이후 도입할 최대 13기의 E-2D 조기경보기에 이를 추가 탑재하는 방안도 검토 중이다. 미국형 CEC 시스템은 각각 갖추는데 수십억엔(수백억원)이 든다.
2018년 11월 5일, 호주 해군과 미국 해군이 하와이 연안에서 사상 최초로 합동교전능력(CEC) 체계를 시험했다. 호주 해군의 첫 대공구축함 호바트함은 미국 유도미사일구축함 존핀함과 추적 및 사격통제 데이터를 공유했다. 이번 발사 시험에서 존핀함은 모의 탄도미사일 표적 격추를 위해 SM-3 블록-IIA 미사일 1발을 발사했다. 호주는 CEC를 E-7A 웨지테일 조기경보기 및 통합방공 및 미사일방어(IAMD) 사업에 통합시킬 계획이다. 호주는 미국을 제외한 국가 중 최초로 CEC를 구축한 국가가 되었다.
대한민국 공군도 E-7A 웨지테일을 조기경보기로 사용중이지만, CEC 장비는 탑재하지 않았다.

## 디자인
스텔스 디자인이 채택되었다.

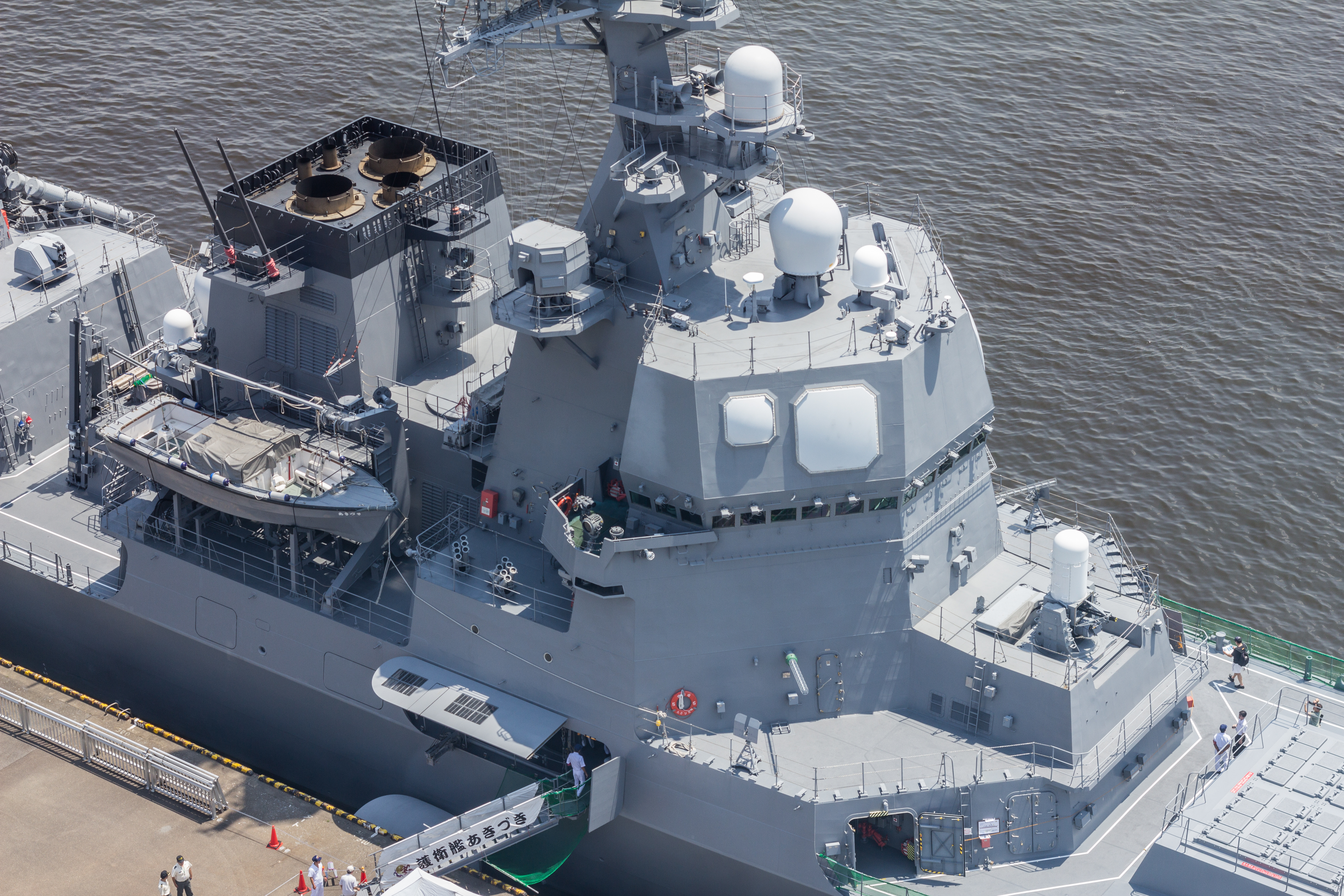
일본의 7000톤급 아키즈키급 호위함은 미국산 이지스 레이다가 아니라 국산 AESA FCS-3 레이다를 장착했다.

30DX의 전체적인 디자인은 7000톤급 아키즈키급 호위함과 비슷하다.

## 같이 보기
- 한국형 차기 구축함